# Neoneli
Neoneli – miejscowość i gmina we Włoszech, w regionie Sardynia, w prowincji Oristano.
Według danych na rok 2004 gminę zamieszkiwało 791 osób, 16,8 os./km². Graniczy z Ardauli, Austis, Boroneddu, Nughedu Santa Vittoria, Ortueri, Sorgono i Ula Tirso.